# Ctenomys juris
Туко-туко жужуйський (Ctenomys juris) — вид гризунів родини тукотукових, відомий по одній популяції на висоті 500 м над рівнем моря на південному сході провінції Жужуй, Аргентина. 